# Alfred Sisley

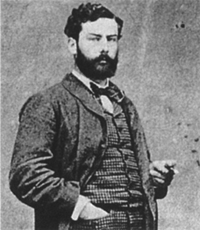
Alfred Sisley

Alfred Sisley (n. 30 octombrie 1839, Paris, Île-de-France, Franța – d. 29 ianuarie 1899, Moret-sur-Loing⁠(d), Île-de-France, Franța) a fost un pictor impresionist englez care a trăit și a pictat în Franța.

## Biografie
Sisley s-a născut în Paris, părinții săi fiind englezi, William Sisley și Felicia Sell.
La începutul anilor 1860 a studiat în atelierul lui Marc-Charles-Gabriel Gleyre, unde i-a întalnit pe Frederic Bazille, Claude Monet și pe Pierre-Auguste Renoir. Împreuna au pictat în aer liber, pentru a captura cât mai real efectele pasagere ale razelor solare. Abordarea inovativă, la acel moment, a generat picturi mai colorate decât cele pe care erau obișnuiți oamenii să vadă.
Preferă să picteze suprafețele apei, vederea caleidoscopică a apei. Prin urmare, Sisley și prietenii săi au avut la început câteva oportunități de a-și vinde tablourile sau de a le expune, deși spre deosebire de câțiva colegi de-ai săi care aveau greutăți financiare el primea o alocație de la tatăl său.
Lucrările lui Sisley din studenție s-au pierdut, cea mai timpurie lucrare a sa se crede, că a fost pictată în jurul anului 1864. La sfârșitul anilor 1860, el a început o relație cu Eugenie Lescouezec, cu care a avut 2 copii. Relația acestora a continuat timp de 30 ani, sfârșindu-se cu moartea acesteia, cu câteva luni înainte de moartea lui în1899.
Sisley a murit în Moret-sur-Loing la vârsta de doar 59 de ani.

## Galerie

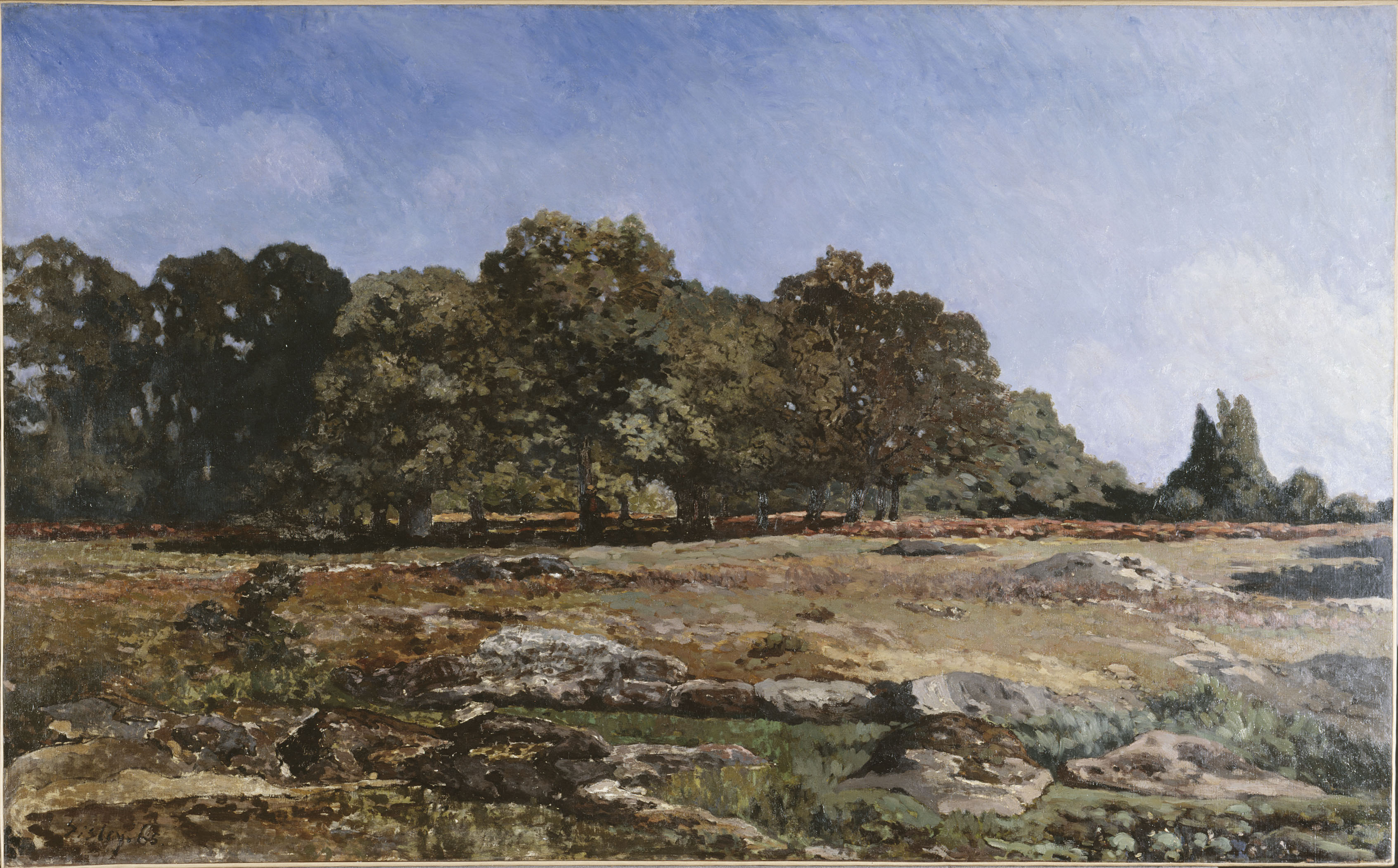
Bulevard cu mesteceni lângă La Celle-Saint-Cloud, 1865
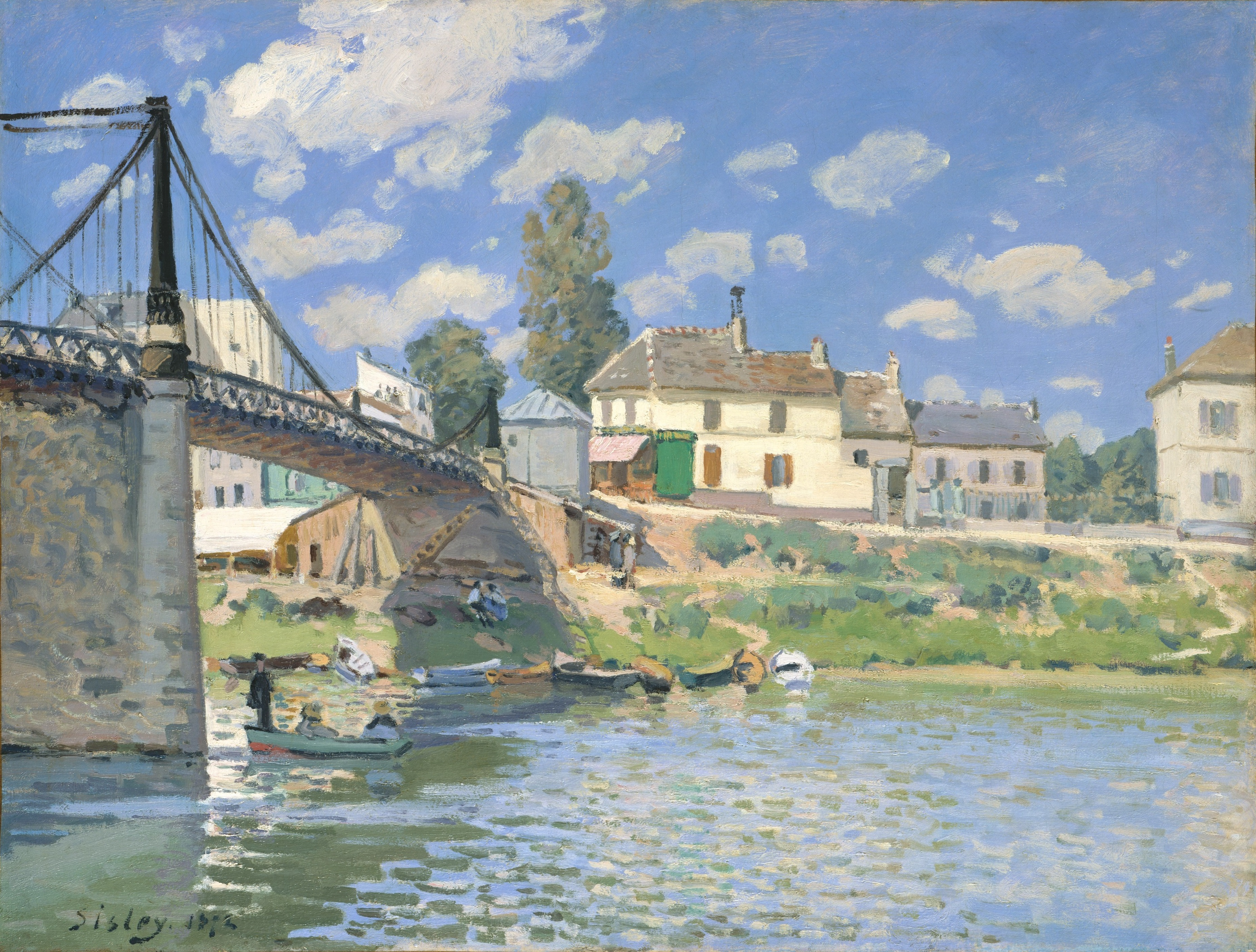
Pod la Villeneuve-la-Garenne 1872
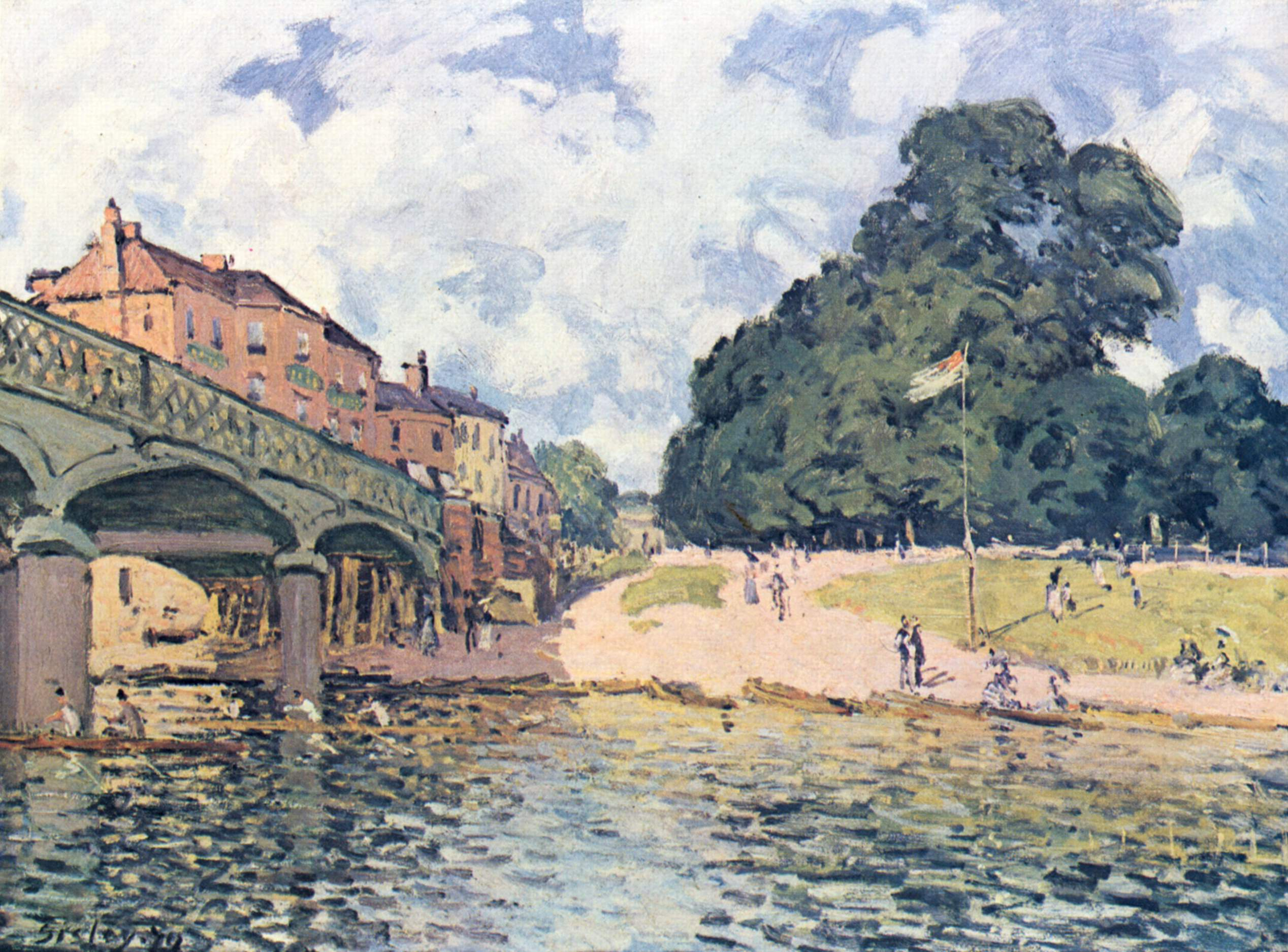
Pod la Hampton Court, 1874
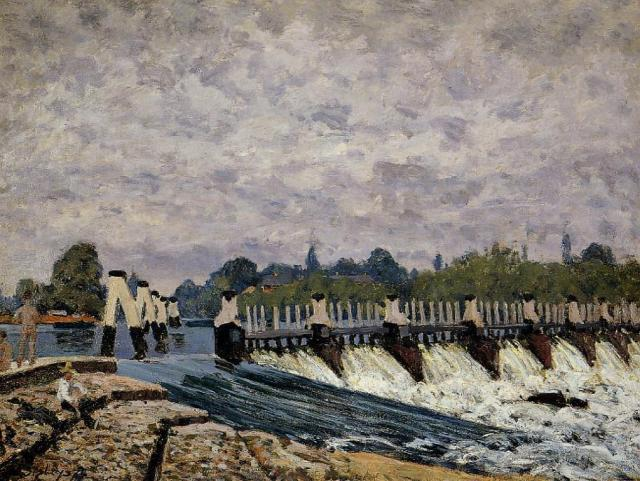
Molesey Weir - Dimineaţă, 1874
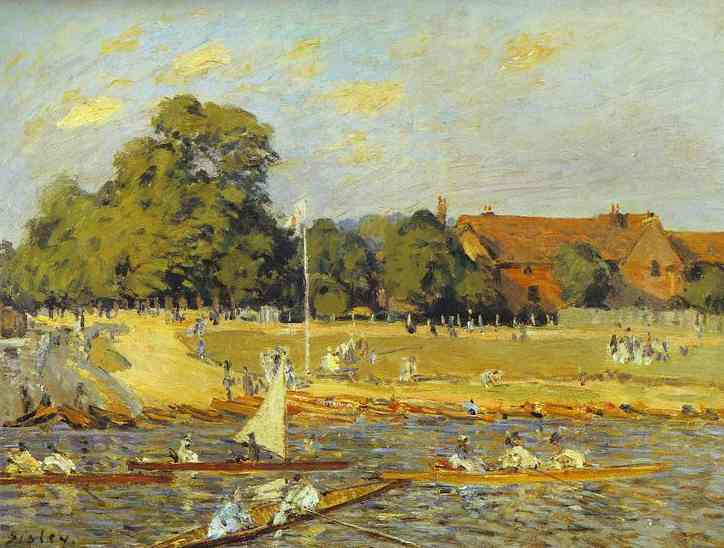
Regatta la Hampton Court, 1874
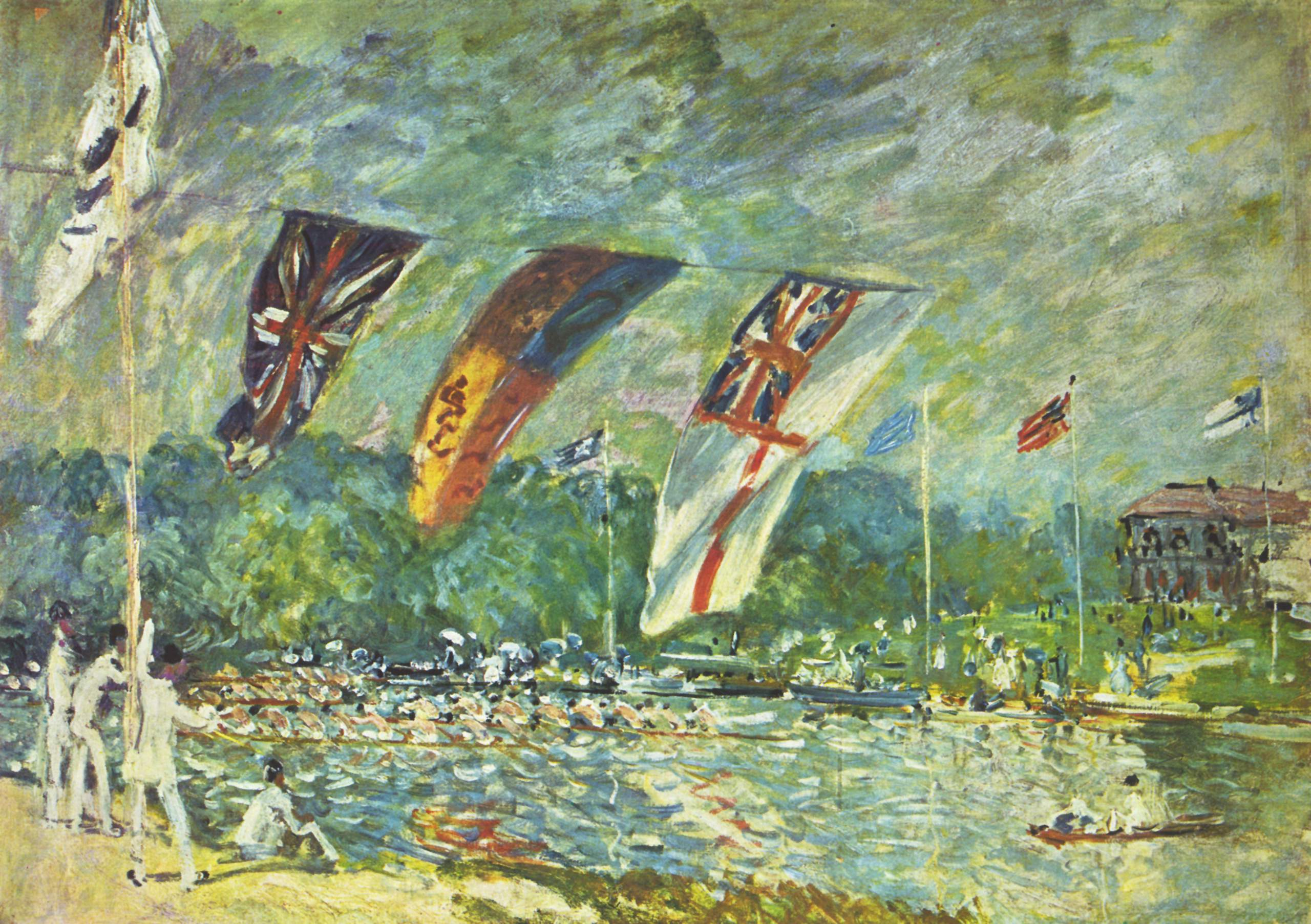
Regatta la Molesey, 1874
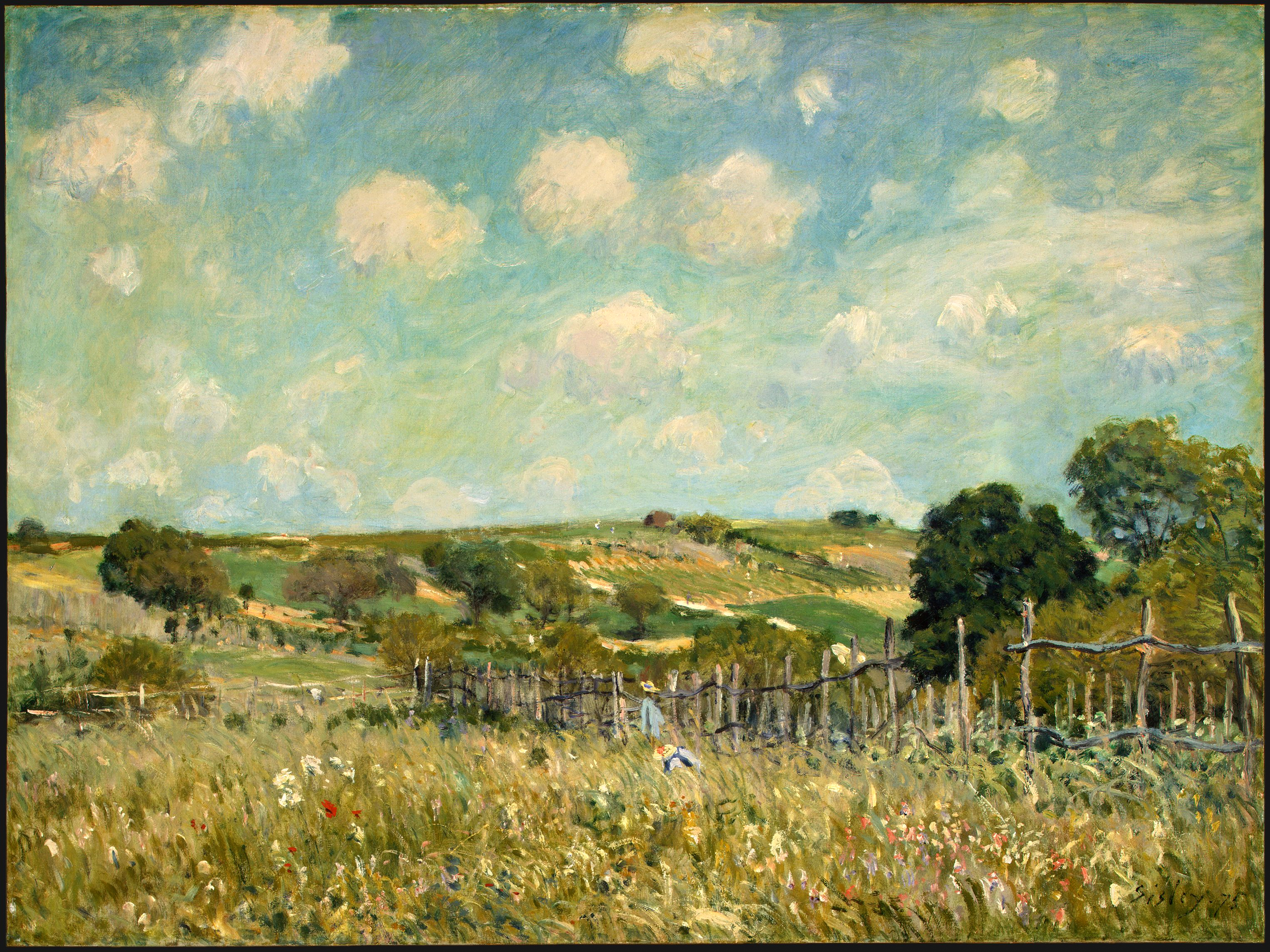
Pajişte, 1875
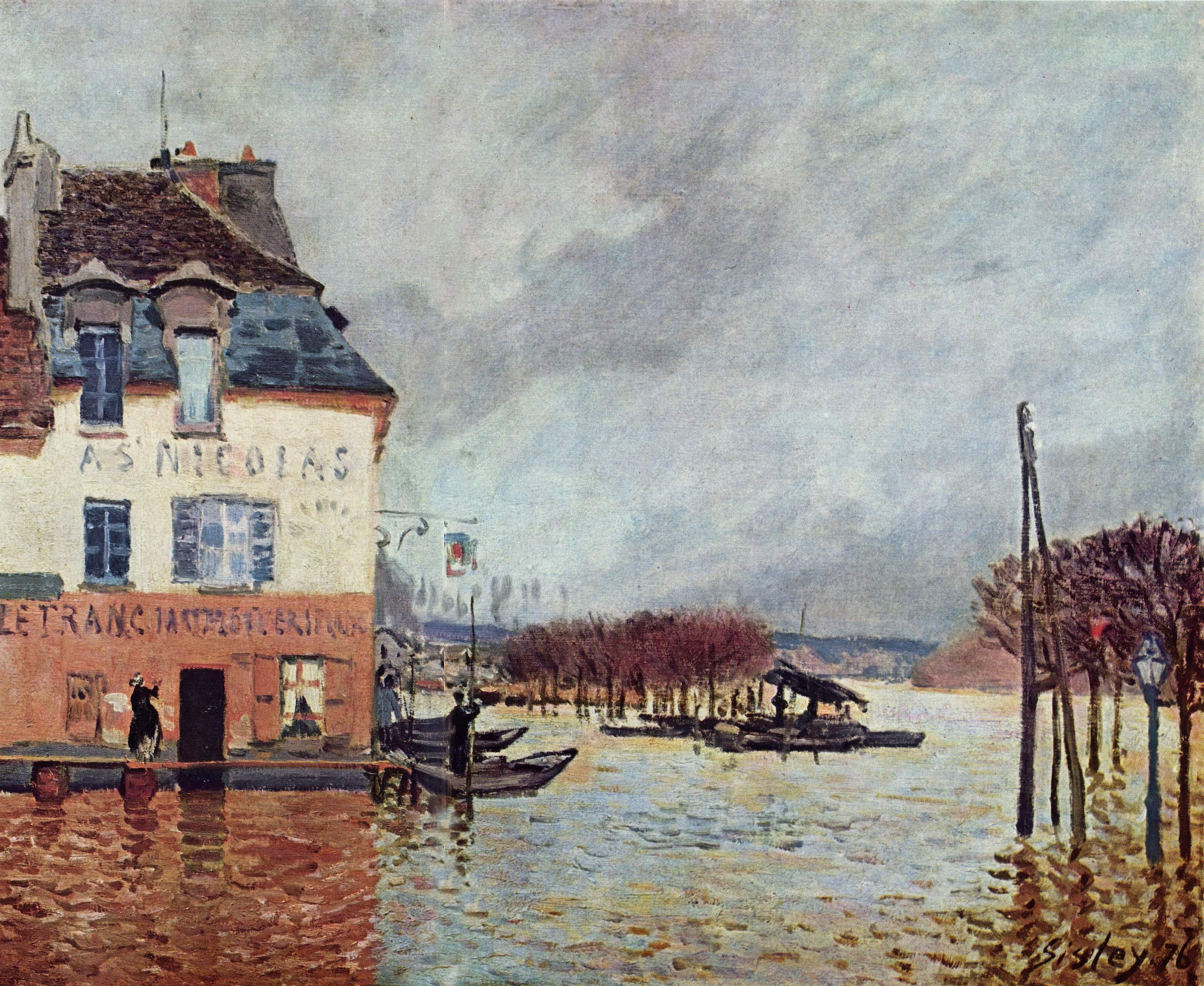
Inundație la Port-Marly, 1876. Musée d'Orsay
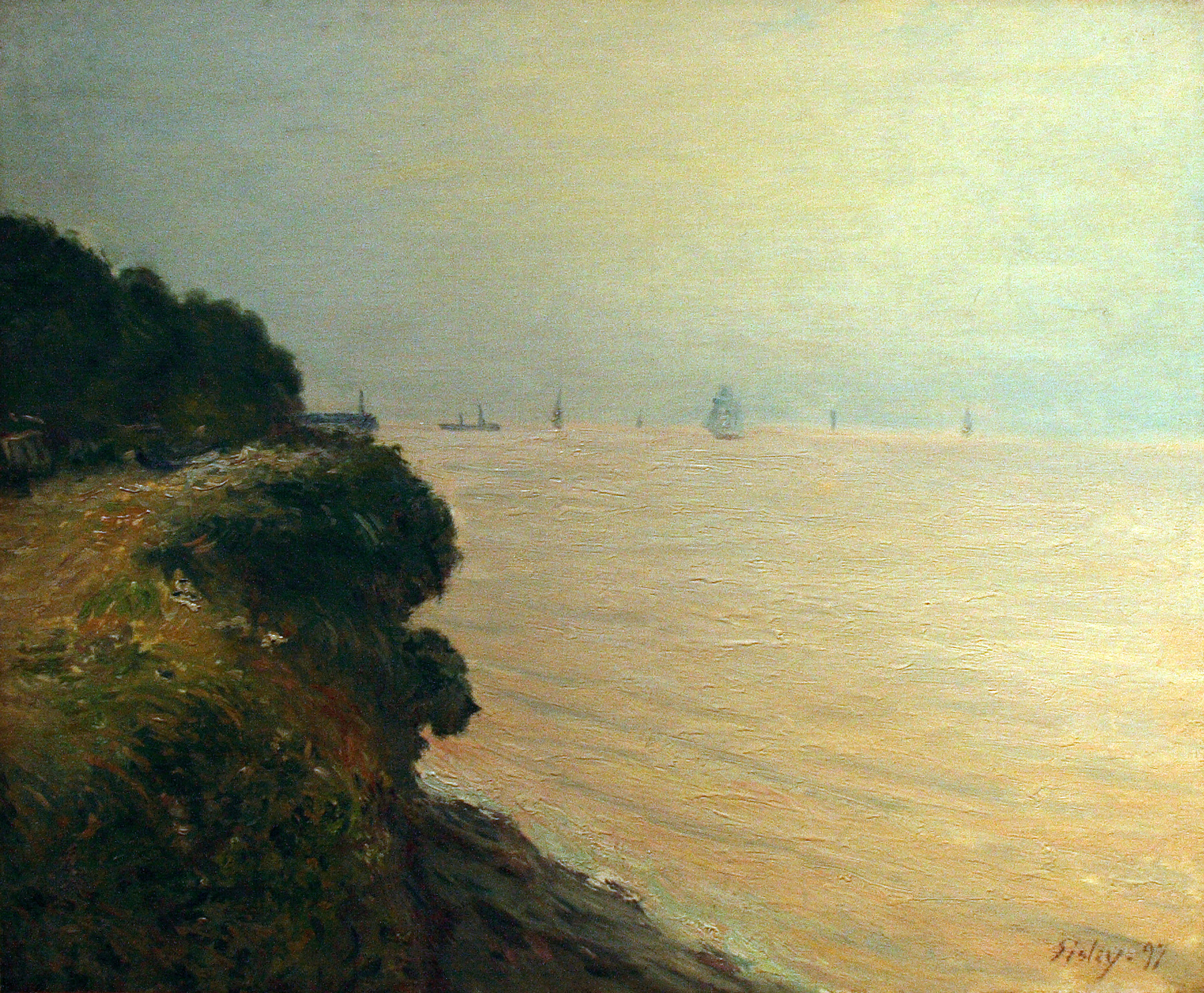
Langland.